# Amnesia: Rebirth
Amnesia: Rebirth è un videogioco survival horror del 2020 sviluppato e pubblicato da Frictional Games. È stato messo sul mercato per Microsoft Windows, Linux e PlayStation 4 il 20 ottobre 2020. È il terzo capitolo del franchise e funge da sequel di Amnesia: The Dark Descent (2010). Il gioco ha ricevuto recensioni generalmente favorevoli al momento dell'uscita.

## Trama
Il gioco è ambientato nel marzo del 1937, circa 98 anni dopo gli eventi di The Dark Descent. La storia segue Anastasie "Tasi" Trianon, un'archeologa francese impegnata in una spedizione nell'Africa coloniale. Dopo che il suo aereo è precipitato in un deserto in Algeria, si sveglia e scopre che tutti i suoi compagni sono scomparsi e che non ricorda cosa sia successo subito dopo l'incidente. Determinata a trovare suo marito Salim, Tasi affronta i pericoli del deserto per seguire le tracce della sua spedizione. Mentre naviga in una grotta, Tasi si rende conto di essere in qualche modo entrata in possesso di un amuleto del viaggiatore, un dispositivo alieno che le consente di viaggiare attraverso i Rift verso un mondo alieno morto. Scopre anche di essere incinta. Tasi alla fine trova il cadavere di Salim, che ha già ceduto alle ferite mortali subite nell'incidente aereo. Sconvolta, Tasi continua a cercare di trovare il resto della spedizione.
All'uscita dalla grotta, Tasi si imbatte in un forte francese abbandonato e scopre rapidamente che l'intera guarnigione è stata massacrata da una forza sconosciuta. Riesce a entrare in contatto con un sopravvissuto alla spedizione, il dottor Metzier, che le dice di dirigersi verso un villaggio vicino che era riuscito a trovare. Tasi viaggia nelle profondità del forte per trovare un'uscita e presto incontra ghoul grotteschi e mutati che si aggirano per i tunnel. Riesce a uscire dal forte, ma viene colta in un crollo e cade in antiche rovine che un tempo appartenevano a una società altamente avanzata ma ora estinta. Mentre studia le rovine, Tasi scopre che la struttura è stata costruita da una razza aliena soprannominata Gate Builders, che aveva la capacità di attraversare mondi e prolungare la propria vita grazie al potere della vitae, una sostanza ottenuta torturando gli umani in massa. Tuttavia, un esperimento ha causato il malfunzionamento del Cancello sul loro pianeta natale e la sua distruzione, spazzando via i Costruttori del Cancello e diffondendo l'Ombra, una forza pericolosa che si manifesta in escrescenze rosse simili a un tumore. Tasi si imbatte anche in segni di una precedente spedizione guidata dal professor Thurston Herbert, in cui Daniel ha rotto il Globo e ha subito l'ira dell'Ombra. Scopre anche con orrore che uno dei suoi membri della spedizione, Leon, è stato trasformato in un ghoul, e in seguito salva un altro membro della spedizione, Richard, ma finisce per ucciderlo su tutte le furie quando lui la tradisce e tenta di lasciarla morire.
Tasi è in grado di attivare un teletrasporto per trasportarsi al villaggio, anche se inizia ad avere le doglie a causa dello stress del suo viaggio. Quindi incontra un altro membro della spedizione, Yasmin, che sta per trasformarsi in un ghoul. Ammette di aver perso il controllo di se stessa e di aver massacrato tutti gli abitanti del villaggio e avverte Tasi di scappare da lei. La dottoressa Metzier arriva e spara a Yasmin prima che possa attaccare Tasi, aiutandola poi a liberare sua figlia, che lei chiama Amari. Tuttavia, poi porta via il bambino, sostenendo che è necessaria per invertire la maledizione dei ghoul su di loro. Tasi insegue il dottor Metzier, che usa l'amuleto del viaggiatore per viaggiare nel mondo di Gate Builder.
Durante l'inseguimento, Tasi inizia a recuperare i suoi ricordi. Poco dopo l'incidente aereo, l'Imperatrice dei Costruttori di Cancelli si avvicinò a Tasi e alla spedizione. L'Imperatrice, desiderosa di essere una madre dopo che il trattamento della vitae per una malattia sconosciuta l'aveva resa sterile, diede loro l'Amuleto del Viaggiatore e promise di salvarli se Tasi avesse consegnato Amari. Tuttavia, Tasi, ancora traumatizzata dalla perdita della sua precedente figlia Alys, ha rifiutato l'accordo. Prima di rimandarli sulla Terra, l'Imperatrice convinse la spedizione a bere da una fontana speciale che inflisse loro la maledizione dei ghoul, il che le avrebbe reso più facile il controllo.
Tasi è in grado di raggiungere il dottor Metzier e ucciderlo. L'imperatrice avverte quindi Tasi che Amari è afflitta dalla stessa malattia che ha ucciso Alys ed è destinata a subire la stessa sorte. Implora Tasi di permettere ad Amari di stare con lei, poiché può fornire una scorta infinita di vitae ad Amari per sopprimere la sua malattia e permetterle di vivere una vita piena. A Tasi viene quindi lasciata la scelta di lasciare Amari alle spalle, combattere l'Imperatrice o fuggire con Amari.
- Se Tasi lascia Amari alle spalle, l'Imperatrice la elogia per aver fatto la scelta giusta e trasforma completamente Tasi in un ghoul. Come un ghoul, Tasi vaga per le rovine del mondo di Gate Builder con solo ricordi frammentati di Amari.
- Se Tasi decide di combattere l'Imperatrice, inietta carne rossa nella riserva di vitae dell'Imperatrice, uccidendo l'Imperatrice e distruggendo quel poco che resta della civiltà dei Costruttori di Cancelli. Mentre questo sopprime gli umani torturati per la loro vitae, sia Tasi che Amari vengono inghiottiti dalla crescita dell'Ombra e muoiono anche loro.
- Se Tasi decide di fuggire con Amari, è in grado di attivare un teletrasporto che manda lei e Amari a Parigi e fuori dalla portata dell'Imperatrice. Tasi e Amari emergono quindi a Parigi, con entrambi di fronte a un futuro incerto.

## Sviluppo
Amnesia: Rebirth è stato sviluppato da Frictional Games. Durante lo sviluppo, il team ha tentato di identificare i punti di forza e le carenze di The Dark Descent e Soma, e ha deciso che Rebirth avrebbe dovuto mantenere l'obiettivo di Soma cioè di avere una narrativa generale e il "gioco di livello inferiore" di Amnesia. La squadra ha scelto di tornare nel franchise di Amnesia perché sentivano che avrebbe abbreviato il ciclo di sviluppo del gioco, poiché il team doveva solo perfezionare gli elementi consolidati del franchise senza dover ricominciare da capo. Il team ha anche ritenuto che Amnesia potesse espandersi a molte altre impostazioni, come indicato dalle note di gioco nei giochi originali. Nonostante ciò, il gioco non è un sequel diretto di The Dark Descent. I giocatori non hanno bisogno di giocare al primo gioco per capire le storie, ma il gioco avrebbe molte più connessioni con il gioco originale rispetto a A Machine for Pigs, che è stato sviluppato esternamente da The Chinese Room.
Secondo Thomas Grip, il direttore creativo del gioco, il gioco esplora l'idea di "sopravvivenza". Invece di fare affidamento su paure a breve termine, il team credeva che il tema e la narrativa generali del gioco dovessero essere ciò che perseguita il giocatore. La squadra ha scelto un'ambientazione desertica come ambientazione principale del gioco, in quanto consente alla squadra di creare ambienti più diversificati e consente ai giocatori di apprezzare momenti di bellezza e spettacolo, che possono quindi essere utilizzati per contrastare le aree più claustrofobiche e il senso di terrore che il gioco spera di offrire. Gli scheletri sullo Zahara è stato uno dei principali fonti di ispirazione per la squadra. Imparare dalle loro esperienze creando Soma, la storia del gioco si svolge man mano che il giocatore avanza, a differenza di The Dark Descent , la cui storia è per lo più trasmessa attraverso collezionabili testuali e si concentra interamente sul passato.
Frictional Games ha annunciato Rebirth il 6 marzo 2020. Il gioco è stato reso disponibile per Windows, Linux e PlayStation 4 il 20 ottobre 2020. 

## Accoglienza
| Testata                          | Versione | Giudizio |
| -------------------------------- | -------- | -------- |
| Metacritic (media al 14-02-2021) | PC       | 80/100   |
| Metacritic (media al 14-02-2021) | PS4      | 75/100   |
| Game Informer                    | PS4      | 7,5/10   |
| GameSpot                         | PC       | 8/10     |
| IGN                              | Tutte    | 8/10     |
| PC Gamer                         | PC       | 91/100   |

Amnesia: Rebirth ha ricevuto recensioni "generalmente favorevoli", secondo l'aggregatore di recensioni Metacritic. Ben Reeves di Game Informer ha osservato che "Lodare Amnesia: Rebirth come esperienza horror è facile". notando in particolare "la superba progettazione ambientale e il buon lavoro". Come gioco, tuttavia, non riesce in molte aree", notando in particolare che gli enigmi hanno rovinato la tensione del gioco e che gli obiettivi del gioco spesso non sono chiari con stanze labirintiche che ti fanno facilmente perdere il tuo. Phil Hornshaw di GameSpotha fatto eco a questa affermazione, affermando che "nessuno degli enigmi è particolarmente difficile, è sicuramente possibile rimanere bloccati qua e là mentre cerchi una soluzione che non è immediatamente intuitiva". Hornshaw ha dichiarato che il gioco era "al suo meglio quando il viaggio personale di Tasi si interseca con le vicende soprannaturali mentre esplora le responsabilità della maternità". pur notando che "il gioco offre l'illusione di più agenzia di quella che in realtà offre: ci sono solo un paio di grandi scelte lungo la strada e non è chiaro che facciano davvero molta differenza in termini di come si svolge la storia".
Rick Lane di The Guardian ha descritto il gioco come "un racconto ambizioso che invoca l'horror corporeo, l'orrore cosmico e i temi del colonialismo, nonché i traumi della salute mentale come il lutto e la perdita della sanità mentale", ma ha scoperto che la storia ha sofferto di una trama sottile personaggi secondari, sottolineando in particolare che "il rapporto sdolcinato di Tasi con Salim è un punto debole particolare". La recensione ha concluso che la combinazione del gioco di "risolvere enigmi leggeri con eludere le creature contorte che si nascondono nell'oscurità opprimente del gioco, e sebbene gli enigmi siano costruiti in modo intelligente (una lunga sequenza ambientata in una fortezza abbandonata della Legione Straniera è un punto culminante).

## Seguito
Il 1º dicembre 2022 Frictional Games ha annunciato un nuovo capitolo della serie, intitolato Amnesia: The Bunker e uscito il 6 giugno 2023.